# Ulrike Poppe
Ulrike Poppe, född Wick 26 januari 1953 i Rostock, Östtyskland, var en medlem av den östtyska oppositionen. 1982 grundade hon nätverket "Frauen für den Frieden" (Kvinnor för fred). 1995 fick hon priset Förbundsrepubliken Tysklands förtjänstorden och år 2000 priset Gustav Heinemann Prize. Sedan 2001 är hon gift med sociologen Claus Offe.